# Светочева Гора
Светочева Гора — село в Красносельском районе Костромской области. Входит в состав Сидоровского сельского поселения.

## География
Находится в юго-западной части Костромской области на правобережье Волги на расстоянии приблизительно 8 км на юго-восток по прямой от районного центра поселка Красное-на-Волге.

## История
Известно с 1666 года как вотчина помещиков Грамматиных (Грамотиных). С 1689 года действовала Никольская церковь, с 1817 года действует Казанская церковь. В 1907 году здесь было учтено 15 дворов, в 1907 году отмечено было 16 дворов. Работает СПК «Заволжье».

## Население
Постоянное население составляло 200 человек (1872 год), 175 (1897), 143 (1907), 345 в 2002 году (русские 86 %), 289 в 2022.